# Earnie Shavers
Earnie Shavers (ur. 31 sierpnia 1944 w Garland, zm. 1 września 2022 w Wirgini) – amerykański zawodowy bokser wagi ciężkiej. 

## Kariera
Earnie Shavers rywalizował w latach 1969-1995. Dwukrotny pretendent do mistrzostwa świata w wadze ciężkiej, znany jako jeden z najtwardszych bokserów w historii boksu wagi ciężkiej. Odniósł 68 zwycięstw przez nokaut, w tym 23 w pierwszej rundzie, co dało 76,4% łączny współczynnik nokautów.
Shavers dwa razy bezskutecznie walczyły o mistrzostwo wagi ciężkiej, przegrywając z Muhammadem Alim w 1977 i Larrym Holmesem w 1979. Dosięgnął Alego prawym sierpowym w drugiej rundzie, przez co ten miał problemy z walką do końca rundy i powalił na deski Holmesa w siódmej rundzie. Shavers pokonał byłych mistrzów świata Vicente Rondóna, Jimmy'ego Ellisa i Kena Nortona, a także trzykrotnego mistrza Europy w wadze ciężkiej Joe Bugnera i czołowego zawodnika wagi ciężkiej Jimmy'ego Younga.
W 2001 roku Shavers wydał autobiografię zatytułowaną Welcome to the Big Time. Po przejściu na emeryturę nadal uczestniczył w wydarzeniach bokserskich jako gość specjalny, autorytet i mówca motywacyjny.

## Życie prywatne
Shavers ożenił się z Laverne Payne. Mieli pięć córek ze wspólnego małżeństwa: Tamarę, Cynthię, Catherine, Carlę i Amy. Ma też cztery córki z innych związków: Katarzynę, Lisę, Nataszę i Latonię. Ma 24 wnuków i jednego prawnuka. Pod koniec lat 60. pracował w General Motors w Lordstown w stanie Ohio. Wystąpił gościnnie w irlandzkim programie telewizyjnym The Late Late Show prowadzonym przez Rona Lyle'a, gdzie dwaj zawodnicy dyskutowali o swojej poprzedniej walce, która miała miejsce miesiąc wcześniej. Był częstym gościem pubu „Roddy Bolands” w Dublinie. Na ścianie wisi podpisane zdjęcie Shaversa.

## Śmierć
Shavers zmarł 1 września 2022 roku z powodu krótkiej choroby w domu swojej córki w Wirginii, w wieku 78 lat.